# Trofeo Inmortal de Girona
El Trofeo Inmortal de Gerona, fue un Trofeo amistoso de fútbol que tuvo lugar en Gerona, teniendo como anfitrión al Girona FC. El Torneo se disputó de forma irregular entre 1977 y 1992. 
Las ediciones de 1983, 1984, 1989, 1990 y 1991 no se disputaron, y la edición de 1988 se tuvo que suspender al no ponerse de acuerdo con el CE Sabadell.
Desde 1970 el Girona FC ya organizaba otro torneo de verano, este más ambicioso al ser de carácter internacional, denominado Trofeo Costa Brava.

## Palmarés
| Año  | Edición | Campeón        | Resultado  | Subcampeón  |
| ---- | ------- | -------------- | ---------- | ----------- |
| 1977 | I       | Real Madrid CF | 0-0 (pen)  | Girona FC   |
| 1978 | II      | Real Murcia    | 3-1        | Girona FC   |
| 1979 | III     | Real Madrid CF | 4-0        | Girona FC   |
| 1980 | IV      | Real Madrid CF | 4-1        | Girona FC   |
| 1981 | V       | Real Madrid CF | 4-1        | Girona FC   |
| 1982 | VI      | Girona FC      | 0-0 (pen)  | CE Banyoles |
| 1985 | VII     | RCD Espanyol   | 4-0        | Girona FC   |
| 1988 | -       | -              | suspendido |             |
| 1992 | VIII    | Girona FC      | 1-0        | UE Figueres |

## Campeones
| Equipo         | Títulos | Ediciones               |
| -------------- | ------- | ----------------------- |
| Real Madrid CF | 4       | 1977, 1979, 1980 y 1981 |
| Girona FC      | 2       | 1982 y 1992             |
| Real Murcia    | 1       | 1978                    |
| RCD Espanyol   | 1       | 1985                    |